# Jerzy Kucieński
Jerzy Kucieński (Kuczyński) herbu Ogończyk (zm. przed  16 lutego 1633 roku) – starosta kruszwicki w latach 1622–1631 i kasztelan gostyniński.
W 1632 roku był elektorem Władysława IV Wazy z województwa brzeskokujawskiego.